# VersuS
Pour les articles homonymes, voir Versus.
Albums par Vitaa
J4M
(2017) Sorøre
(2021)
Albums par Slimane
Solune
(2018) Chroniques d'un cupidon
(2022)
Singles
1. Je te le donne
Sortie : 24 août 2018
2. VersuS
Sortie : 29 avril 2019
3. Ça va ça vient
Sortie : 21 juin 2019
4. Avant toi
Sortie : 9 décembre 2019
5. Pas beaux
Sortie : 1er avril 2020
6. Ça ira
Sortie : 14 août 2020
7. De l'or
Sortie : 10 décembre 2020
8. XY
Sortie : 25 août 2021

VersuS est un album studio commun des chanteurs Vitaa et Slimane sorti le 23 août 2019.

## Historique
L'album est certifié double disque de diamant en France. Il s'agit de l'album le plus vendu en France en 2020 toutes catégories confondues, devant M.I.L.S 3.0 de Ninho.
Une réédition de l'opus intitulée VersuS : Chapitre II est sortie le 2 octobre 2020.
Une version live nommée L'ultime chapitre est sortie le 26 novembre 2021.

## Liste des pistes
| Édition standard, | Édition standard,                       | Édition standard,                       | Édition standard,                    | Édition standard, | Édition standard, | Édition standard, | Édition standard, | Édition standard, | Édition standard, |
| No                | Titre                                   | Auteur                                  | Producteur(s)                        | Durée             |                   |                   |                   |                   |                   |
| ----------------- | --------------------------------------- | --------------------------------------- | ------------------------------------ | ----------------- | ----------------- | ----------------- | ----------------- | ----------------- | ----------------- |
| 1.                | VersuS                                  | Vitaa, Slimane                          | Yaacov Salah, Meir Salah             | 4:08              |                   |                   |                   |                   |                   |
| 2.                | Ça va ça vient                          | Vitaa, Slimane                          | John Mamann, Renaud Rebillaud        | 3:24              |                   |                   |                   |                   |                   |
| 3.                | XY                                      | Vitaa, Slimane                          | Renaud Rebillaud                     | 2:40              |                   |                   |                   |                   |                   |
| 4.                | Comme un film                           | Vitaa, Slimane                          | John Mamann, Renaud Rebillaud        | 3:13              |                   |                   |                   |                   |                   |
| 5.                | C'est pas le paradis                    | Vitaa, Slimane                          | Yaacov Salah, Meir Salah             | 3:12              |                   |                   |                   |                   |                   |
| 6.                | Fais comme ça (feat. Kendji Girac)      | Vitaa, Slimane, Kendji Girac            | Renaud Rebillaud                     | 3:20              |                   |                   |                   |                   |                   |
| 7.                | Avant toi                               | Vitaa, Slimane                          | Renaud Rebillaud                     | 3:43              |                   |                   |                   |                   |                   |
| 8.                | Pas beaux                               | Vitaa, Slimane                          | Renaud Rebillaud                     | 2:41              |                   |                   |                   |                   |                   |
| 9.                | Baladé (feat. Camille Schneyder & Sola) | Vitaa, Slimane, Camille Schneyder, Sola | Yaacov Salah, Meir Salah             | 3:22              |                   |                   |                   |                   |                   |
| 10.               | Maëlys                                  | Vitaa, Slimane, Mickaël Miro            | Yaacov Salah, Meir Salah, Alban Lico | 3:17              |                   |                   |                   |                   |                   |
| 11.               | Pourquoi le monde                       | Vitaa, Slimane                          | John Mamann, Renaud Rebillaud        | 3:07              |                   |                   |                   |                   |                   |
| 12.               | Hasta la vista (feat. Gims)             | Vitaa, Slimane, Gims                    | Renaud Rebillaud                     | 3:31              |                   |                   |                   |                   |                   |
| 13.               | Pourvu qu'on s'aime                     | Vitaa, Slimane                          | Renaud Rebillaud                     | 3:31              |                   |                   |                   |                   |                   |
| 14.               | Le temps                                | Vitaa, Slimane                          | Renaud Rebillaud                     | 3:13              |                   |                   |                   |                   |                   |
| 15.               | On My Skin (feat. Camélia Jordana)      | Vitaa, Slimane, Camélia Jordana         | Renaud Rebillaud                     | 3:10              |                   |                   |                   |                   |                   |
| 16.               | Ne me laisse pas                        | Vitaa, Slimane                          | Yaacov Salah, Meir Salah             | 3:07              |                   |                   |                   |                   |                   |
| 17.               | À la vie (feat. Amel Bent)              | Vitaa, Slimane, Amel Bent               | Renaud Rebillaud                     | 3:15              |                   |                   |                   |                   |                   |
| 18.               | Je te le donne                          | Vitaa, Slimane, John Mamann             | Renaud Rebillaud                     | 3:54              |                   |                   |                   |                   |                   |
| 19.               | À fleur de toi (Version inédite)        | Vitaa, Mounir Maarouf                   | Yaacov Salah                         | 4:02              |                   |                   |                   |                   |                   |
| 1:03:50           |                                         |                                         |                                      |                   |                   |                   |                   |                   |                   |

| Chapitre II | Chapitre II                   | Chapitre II           | Chapitre II              | Chapitre II | Chapitre II | Chapitre II | Chapitre II | Chapitre II | Chapitre II |
| No          | Titre                         | Auteur                | Producteur(s)            | Durée       |             |             |             |             |             |
| ----------- | ----------------------------- | --------------------- | ------------------------ | ----------- | ----------- | ----------- | ----------- | ----------- | ----------- |
| 1.          | Ça ira                        | Vitaa, Slimane        | Yaacov Salah, Meir Salah | 3:14        |             |             |             |             |             |
| 2.          | La scène                      | Vitaa, Slimane        | Renaud Rebillaud         | 3:16        |             |             |             |             |             |
| 3.          | Je te tiens                   | Vitaa, Slimane        | Renaud Rebillaud         | 3:33        |             |             |             |             |             |
| 4.          | Tu me laisses (feat. Dadju)   | Vitaa, Slimane, Dadju | Renaud Rebillaud         | 3:17        |             |             |             |             |             |
| 5.          | Ça fait mal                   | Vitaa, Slimane        | Yaacov Salah, Meir Salah | 3:11        |             |             |             |             |             |
| 6.          | De l'or                       | Vitaa, Slimane        | Renaud Rebillaud         | 3:49        |             |             |             |             |             |
| 7.          | Insupportables                | Vitaa, Slimane        | Renaud Rebillaud         | 3:41        |             |             |             |             |             |
| 8.          | J'avance (solo Vitaa)         | Vitaa                 | Renaud Rebillaud         | 3:41        |             |             |             |             |             |
| 9.          | Cœur de pierre (solo Slimane) | Slimane, Léa Castel   | Yoan Chirescu            | 3:18        |             |             |             |             |             |
| 10.         | On se reverra                 | Vitaa, Slimane        | Yaacov Salah, Meir Salah | 3:20        |             |             |             |             |             |
| 34:20       |                               |                       |                          |             |             |             |             |             |             |

| 1.  | Versus                | 5:13 |
| 2.  | Je te le donne        | 4:42 |
| 3.  | XY                    | 2:57 |
| 4.  | Ne me laisse pas      | 3:48 |
| 5.  | Adieu                 | 4:00 |
| 6.  | Confessions nocturnes | 6:46 |
| 7.  | Ma sœur               | 4:52 |
| 8.  | Ça ira                | 3:36 |
| 9.  | Pas beaux             | 3:18 |
| 10. | Ça va ça vient        | 4:30 |
| 11. | Avant toi             | 4:04 |

## Clips vidéos
- Je te le donne : 29 octobre 2018
- VersuS : 29 avril 2019
- Ça va ça vient : 15 août 2019
- Avant toi : 9 décembre 2019
- Pas beaux : 1er avril 2020
- Ça ira : 23 septembre 2020
- De l'or : 26 février 2021
- XY : 20 septembre 2021

## Titres certifiés

### France
- Je te le donne  Diamant[6]
- VersuS  Or[7]
- Ça va ça vient  Diamant[8]
- Avant toi  Diamant[9]
- Pas beaux  Or
- Ça ira  Or[10]
- De l’or  Platine[11]
- XY  Platine[12]
- Fais comme ça (avec Kendji Girac)  Or[13]
- Ne me laisse pas  Or[14]

### Belgique
- Versus  Platine
- Ça va ça vient  Platine[15]
- Avant toi 2x Platine[16]
- Pas beaux  Or

### Export
- Je te le donne  Or[17]
- Ça va ça vient  Or[15]
- Avant toi  Platine[16]

## Classements et certifications

### Classement hebdomadaire
| Classement (2019)            | Meilleure position |
| ---------------------------- | ------------------ |
| Belgique (Flandre Ultratop)  | 78                 |
| Belgique (Wallonie Ultratop) | 1                  |
| France (SNEP)                | 1                  |
| Allemagne (Media Control AG) | 99                 |
| Suisse (Schweizer Hitparade) | 6                  |
| Suisse (Charts Romandie)     | 1                  |

### Ventes et certifications
| Région                                                                                                 | Certification | Ventes/Streams |
| --- | ------------- | -------------- |
| France (SNEP)                                                                                          | 2 × Diamant   | 1 000 000*     |
| Belgique (BEA)                                                                                         | Platine       | 30 000*        |
| *Ventes selon la certification ^Mise en rayon selon la certification xNon précisé par la certification |               |                |

Dans le Monde ,  Platine, 132 097 exemplaires vendus à l'étranger (arrêtées au 31/12/23)*